# Ocurí (gemeente)
Ocurí is een gemeente (municipio) in de Boliviaanse provincie Chayanta in het departement Potosí. De gemeente telt naar schatting 15.164 inwoners (2018). De hoofdplaats is Ocurí.